# Ramón Campbell
Ramón Campbell Batista (Quilpué, 9 de marzo de 1911-Viña del Mar, 13 de noviembre de 2000) fue un médico, etnomusicólogo y compositor chileno. Realizó importantes investigaciones de carácter antropológico sobre la música tradicional del pueblo rapanui.

## Vida
Tras realizar sus estudios universitarios en la Escuela de Medicina de la Universidad de Chile, en Santiago de Chile, obtuvo en 1939, el título de médico-cirujano.
Los estudios musicales los comenzó con la profesora particular Albina Lange (Teoría y Piano), y los prosiguió de una manera irregular hasta 1934, año en el que ingresó en los cursos nocturnos del Conservatorio, para ampliar sus conocimientos y, en cierto modo, metodizarlos. Dentro del Conservatorio, perfeccionó sus estudios de Piano con la profesora Judith Aldunate, y los de Armonía y Composición, con Pedro Humberto Allende.
Lo más destacado de sus investigaciones fue el trabajo que realizó durante más de una década en la Isla de Pascua, lugar donde le correspondió atender como médico al hijo de Jacques Cousteau cuando éste tuvo un accidente, manteniendo después una relación de amistad con el investigador marino.En la isla, Campbell investigó la música y cultura pascuense, publicando varios libros sobre el tema, uno de ellos ("Herencia musical de Rapa Nui") es estudiado en universidades de los Estados Unidos y Alemania. Además este musicólogo compuso la pieza "Sinfonía Hotu Matúa", que fuera estrenada por la Orquesta Sinfónica de Chile en 1965, y fue postulado para el Premio Nacional de Música del presente año.

## Obras

### Composiciones
Para orquesta: Nocturno Sinfónico (1948).
Para conjuntos de cámara: Sonata Romántica, para violín y piano (1947). Trío para violín, violoncello y piano (1948). Suite clásica, para violoncello y piano (1949).
Para piano: Cuatro Cuentos (1937). Hojas de Álbum (1941). "El Mar", suite (1948).
Para canto y piano: Veinte Canciones Chilenas (1936). "Lieder meine Geliebte" (Canciones a la amada) para soprano, barítono y piano (1937). Rondas y Canciones Infantiles (1940).

### Libros
- La Herencia Musical de Rapa Nui.  Etnomusicología de Isla de Pascua. Editorial Andrés Bello, 1971
- La cultura de la Isla de Pascua: mito y realidad. Editorial Andrés Bello, 1987